# Zapteryx brevirostris
Zapteryx brevirostris är en rockeart som först beskrevs av Müller och Henle 1841.  Zapteryx brevirostris ingår i släktet Zapteryx och familjen Rhinobatidae. IUCN kategoriserar arten globalt som sårbar. Inga underarter finns listade i Catalogue of Life.